# Evans Chebet
Evans Chebet  (10 de noviembre de 1988) es un deportista keniano que compite en atletismo, especialista en la maratón.
Obtuvo tres victorias en los Grandes Maratones: Boston (2022 y 2023) y Nueva York (2022). Además, ganó otras maratones: Buenos Aires en 2019 y Valencia en 2020.